# Orville Alton Turnquest

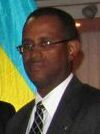
Tommy Turnquest (2010)

Sir Orville Alton Turnquest GCMG, CBE (* 19. Juli 1929 in Grants Town, New Providence, Bahamas) ist ein Politiker der Bahamas.

## Biografie
Turnquest ist Mitglied des Free National Movement (FNM). Als dieses im August 1992 einen landesweiten Wahlsieg über die seit 1967 regierende Progressive Liberal Party (PLP) von Premierminister Lynden O. Pindling erzielte, wurde er vom neuen Premierminister Hubert Ingraham am 21. August 1992 zum stellvertretenden Premierminister, Justiz- und Außenminister ernannt. Bei den Parlamentswahlen wurde er außerdem zum Abgeordneten des Versammlungshauses (House of Assembly) gewählt, wo er die Interessen des Wahlkreises Montagu vertrat.
Im November 1994 trat er als Minister zurück und wurde stattdessen am 3. Januar 1995 als Nachfolger von Sir Clifford Darling als Generalgouverneur der Bahamas vereidigt. Bei seiner Ernennung wurde er von Königin Elisabeth II. zum Knight Grand Cross des Order of St. Michael and St. George ernannt. Während seiner Amtszeit öffnete er, mehr als jeder andere Generalgouverneur der Bahamas zuvor, seine Residenz (Government House) dem normalen Volk, so dass das Government House im Volksmund als „The People’s House“ bezeichnet wurde. Als großer Verfechter eines „Vereinten Bahamas“ sah er sich als Einiger aller Inseln und Distrikte der Bahamas.
Nach rund siebenjähriger Amtszeit wollte er zunächst am 31. Oktober 2001 zurücktreten. Das offizielle Rücktrittsdatum wurde dann jedoch auf den 13. November 2001 verschoben, um Königin Elisabeth II. noch die Gelegenheit eines förmlichen Abschieds im Buckingham Palace zu ermöglichen. Sir Orville Turnquest trat zurück, um seinem Sohn Tommy Turnquest, dem Spitzenkandidaten der FNM, den Weg freizumachen, um nach den Wahlen zum Versammlungshaus 2002 Premierminister zu werden. Die FNM erlitt jedoch eine empfindliche Wahlniederlage, so dass Perry Christie von der PLP neuer Premierminister wurde.